# Thelcticopis goramensis
Thelcticopis goramensis là một loài nhện trong họ Sparassidae.
Loài này thuộc chi Thelcticopis. Thelcticopis goramensis được Tord Tamerlan Teodor Thorell miêu tả năm 1881.